# Ferroberaunita
La ferroberaunita és un mineral de la classe dels fosfats que pertany al grup de la beraunita.

## Característiques
La ferroberaunita és un fosfat de fórmula química Fe²⁺Fe³⁺₅(PO₄)₄(OH)₅(H₂O)₄·2H₂O. Va ser aprovada com a espècie vàlida per l'Associació Mineralògica Internacional l'any 2021, sent publicada l'any 2022. Cristal·litza en el sistema monoclínic.
L'exemplar que va servir per a determinar l'espècie, el que es coneix com a material tipus, es troba conservat a les col·leccions del departament de mineralogia i petrologia del Museu Nacional de Praga, a la República Txeca, amb el número de catàleg: p1p 11/2021.

## Formació i jaciments
Va ser descoberta a la mina Gravel Hill, situada a Perranzabuloe (Cornualla, Anglaterra). També ha estat descrita en altres indrets d'Europa i Amèrica. Als territoris de parla catalana ha estat descrita únicament al camps de pegmatites d'Argelers, una vila de la comarca del Rosselló, a la Catalunya del Nord.